# بلامن نيكولوف
بلامن نيكولوف (بالبلغارية: Пламен Николов)‏ (24 يونيو 1957 ببلفن في بلغاريا - ) هو لاعب كرة قدم بلغاري في مركز الدفاع. شارك مع منتخب بلغاريا لكرة القدم. أما مع النوادي، فقد لعب مع رويال أنتويرب وليفسكي صوفيا ونادي براغي ونادي سبارتاك بليفين.

## وصلات خارجية
- بلامن نيكولوف على موقع الاتحاد الأوربي (الإنجليزية)
- بلامن نيكولوف على موقع قاعدة بيانات كرة القدم.إي يو (الإنجليزية)
- بلامن نيكولوف على موقع ناشيونال فوتبول تيمز (الإنجليزية)